# مارينا فواس
مارينا سيلفي فواس (بالفرنسية: Marina Foïs)‏ (ولدت في 21 يناير 1970) ممثلة سينمائية ومسرحية فرنسية، شاركت الممثل ريكاردو سكامارشيو بطولة فيلم بيريكل ال نيرو (2016) والذي تم عرضه في فئة أون سيرتين ريجارد، في مهرجان كان السينمائي 2016.

## روابط خارجية
- مارينا فواس على موقع IMDb (الإنجليزية)
- مارينا فواس على موقع قاعدة بيانات الأفلام العربية
- مارينا فواس على موقع ألو سيني (الفرنسية)
- مارينا فواس على موقع أول موفي (الإنجليزية)
- مارينا فواس على موقع قاعدة بيانات الأفلام السويدية (السويدية)
- مارينا فواس على موقع قاعدة بيانات الفيلم (الإنجليزية)
- مارينا فواس على موقع كينوبويسك (الروسية)